# Żuławy Wiślane
Żuławy Wiślane, kašubsky Wiselny Zëławë (polské geomorfologické značení 313.54) je geomorfologický celek (mezoregion) v geomorfologické oblasti (makroregionu) Pobrzeże Gdańskie patřící do geomorfologické subprovincie (soustavy) Pobrzeża Południowobałtyckie (Jihobaltské pobřeží) z pásma rozsáhlé Středoevropské nížiny. Nachází se v Pomořském vojvodství a Varmijsko-mazurském vojvodství v severním Polsku.

## Etymologie názvu
Původ a vysvětlení slova „Żuławy“ není jednoznačný. Snad pochází z pruského „solov“ = ostrov, staropolského „żuł“ = říční nános, případně z polonizovaných baltských jazyků, např. litevsky „sala“ = ostrov či „žolė“ = tráva. Slovo „Wiślane“ = Viselské.

## Popis
Żuławy Wiślane se nacházejí v Gdaňsku, Sopotech, okrese Gdańsk, okrese Nowy Dwór Gdański, okrese Tczew, okrese Elbląg a okrese Malbork. Żuławy Wiślane je aluviální nížina, která zahrnuje rovinu delty veletoku Visla, Má plochu přibližně 1700 km², z toho 450 km² tvoří depresní oblasti nacházející se pod úrovní Baltského moře. Geologicky byla oblast silně tvarovaná zaniklým ledovcem v době ledové. Charakteristický je výskyt zemědělsky příznivých půd a místy i rašelinných půd. Hranice Żuławy Wiślane jsou téměž ze všech stran „ostře“ vymezeny okraji morénových vyvýšenin, které výrazně kontrastují s plochou deltou. Na severu, tj. ze strany Gdaňského zálivu, je mezoregion ohraničen výrazným pásem prudce se svažujících mořských písků - Kašubské pobřeží, Mierzeja Wiślana s Viselskou kosou a Viselským zálivem. Nejvyšší bod povrchu Żuławy Wiślane má 14,6 m n. m. a leží ve vesnici Grabiny-Zameczek (gmina Suchy Dąb, Okres Gdaňsk). Nachází se zde také nejníže položené místo v celém Polsku, které je ve vesnici Raczki Elbląskie (gmina Elbląg) -1,8 m n. m. Nicméně, ve vesnici Wikrowo (gmina Gronowo Elbląskie) byla naměřena výška -2,6 m n. m., která však byla způsobena lidskou činností, protože se zde před druhou světovou válkou těžila rašelina. Kromě povrchových vod se zde vyskytují také kvalitní podzemní vody.

### Další členění
Żuławy Wiślane se dále obvykle člení na tři geomorfologické podcelky, jejichž společné hranice tvoří řeky Visla a Nogat. Jsou to: Żuławy Gdańskie, Żuławy Malborskie a Żuławy Elbląskie.

## Historie
Archeologické nálezy potvrzují pravěké osídlení často spojené s rybolovem, lovem a zpracováním jantaru. Od 13. století zde probíhala intenzivní slovanská a pruská kolonizace, jejímiž pozůstatky jsou mnohdy dodnes existující osady a četné názvy. Oblast je také známá holandskou mennonitskou kolonizací, která začala nejprve v Lichnowech v roce 1536. Mennonité rozvinuli výstavbu kanálů a hrází. Po druhém dělení Polska v roce 1793 byly celé Żuławy Wiślane připojeny k Pruskému království. V letech 1920-1939 se staly součástí svobodného města Gdaňsk. Po druhé světové válce se staly součástí Polska, kdy předchozí obyvatelé uprchli. Oblast pak byla osídlena přesídlenci převážně z Volyně (Волинь), Vilniusu, Kašubska a Kociewie.

## Osídlení
Největšími městy jsou Elbląng, Gdańsk, Malbork, Nowy Dwór Gdański, Pruszcz Gdański a Tczew.

## Galerie

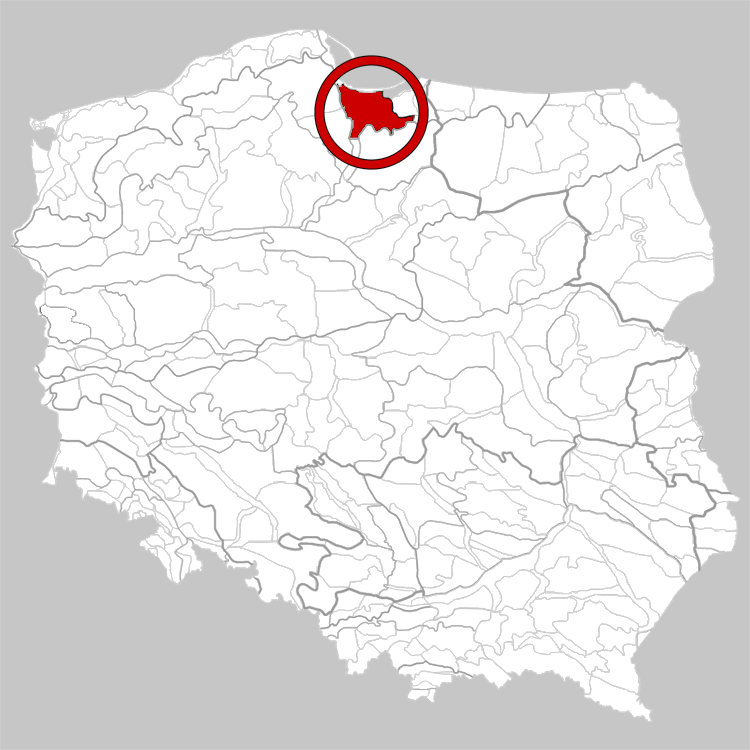
Umístění na mapě Polska
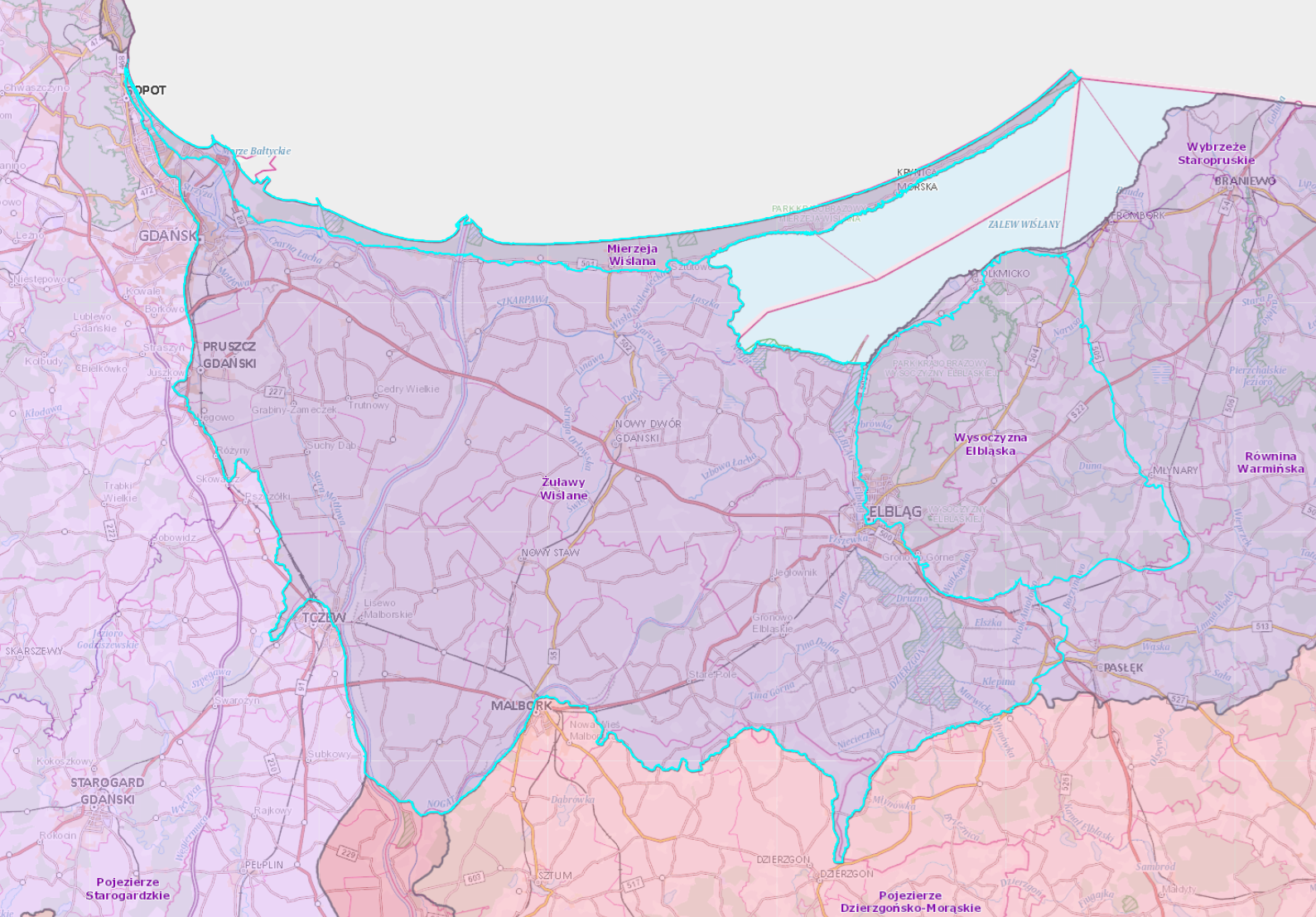
Geomorfologické celky Mierzeja Wiślana (313.53), Żuławy Wiślane (313.54) a Wysoczyzna Elbląska (313.55)
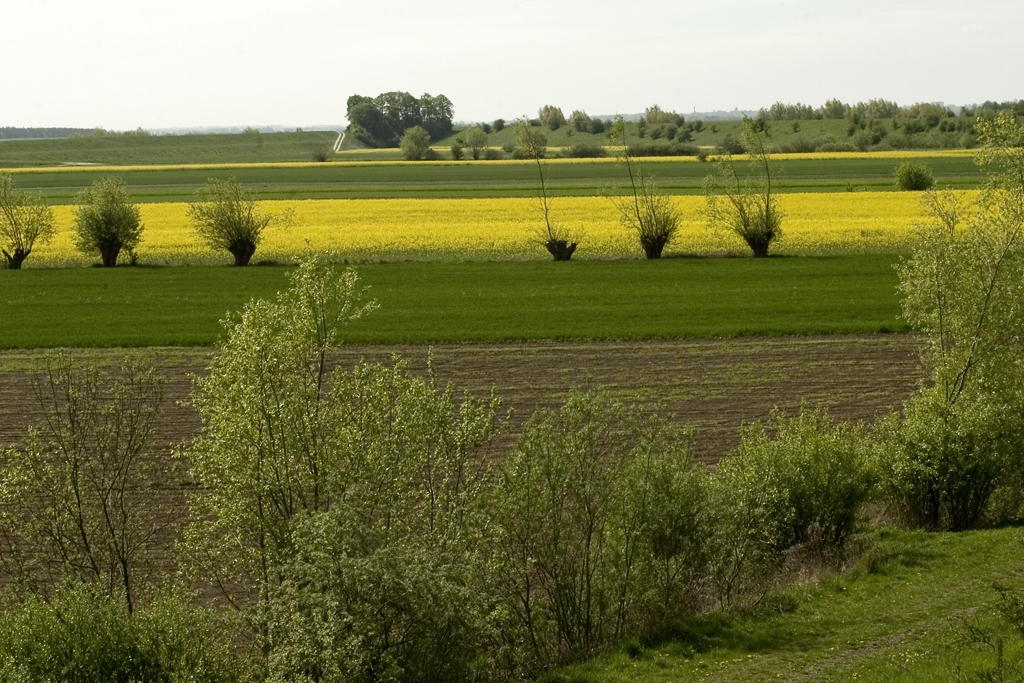
Okolí Steblewa
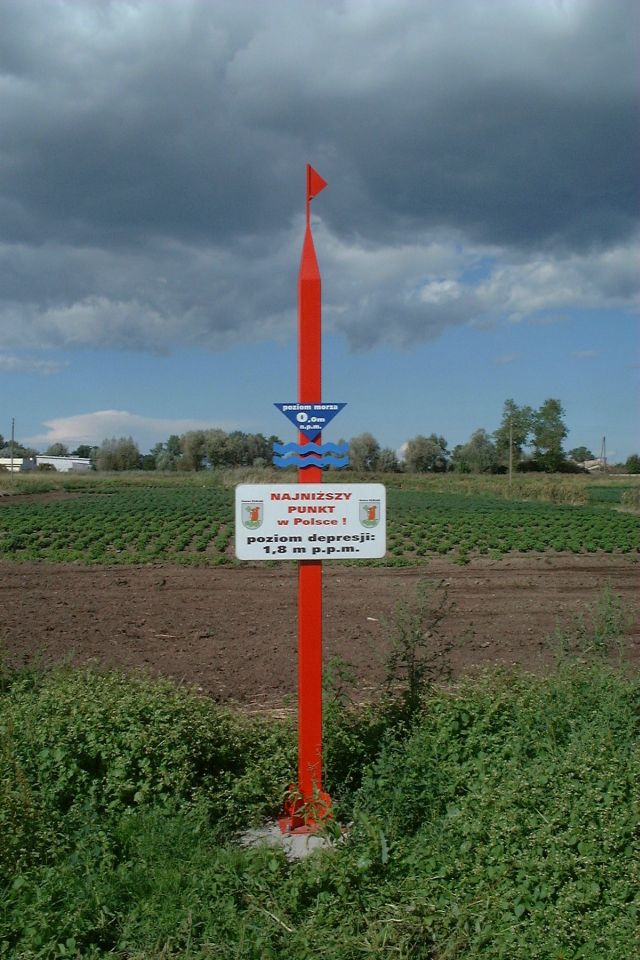
Nejníže položené místo v Polsku
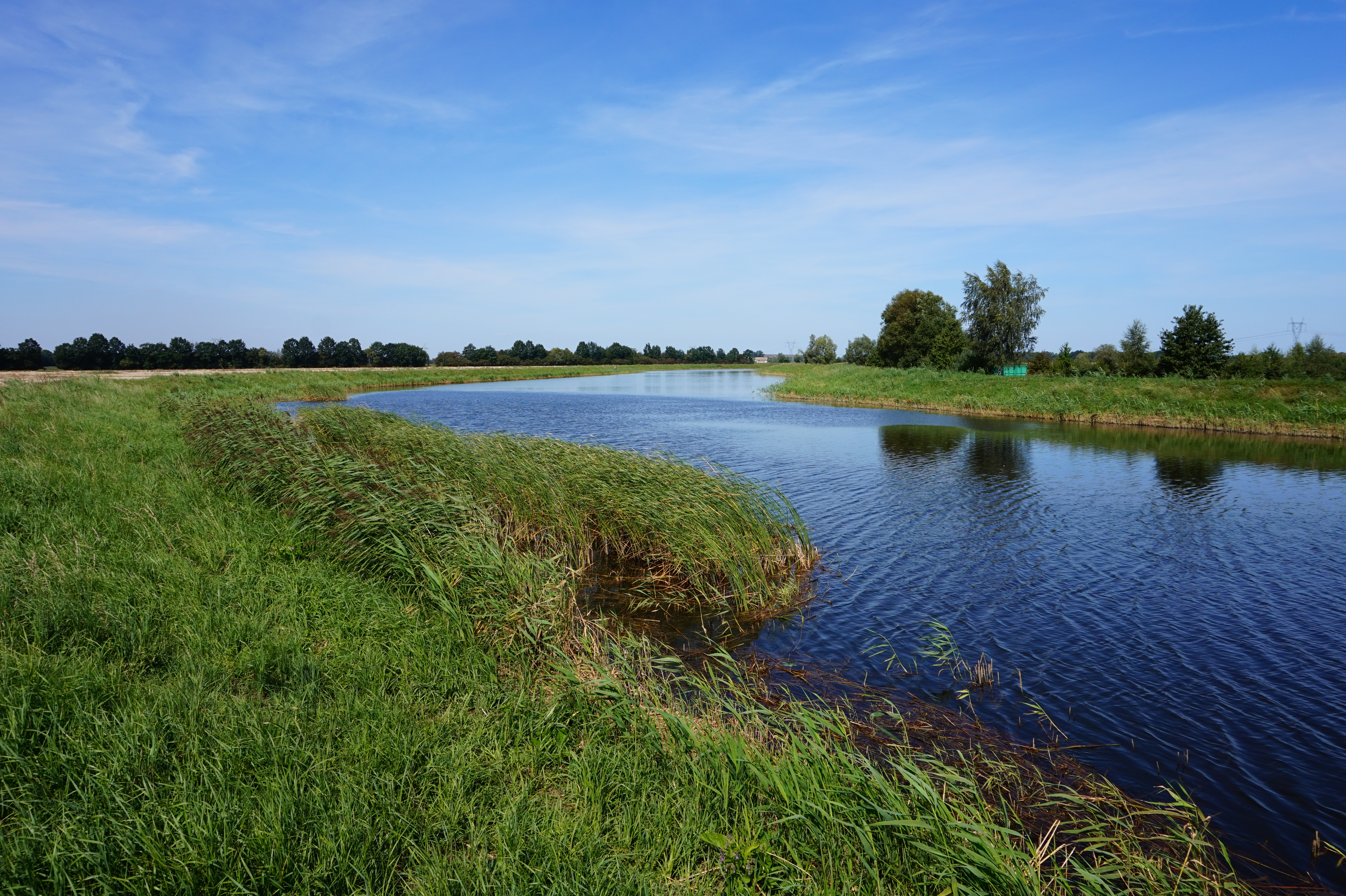
Kanał Śledziowy
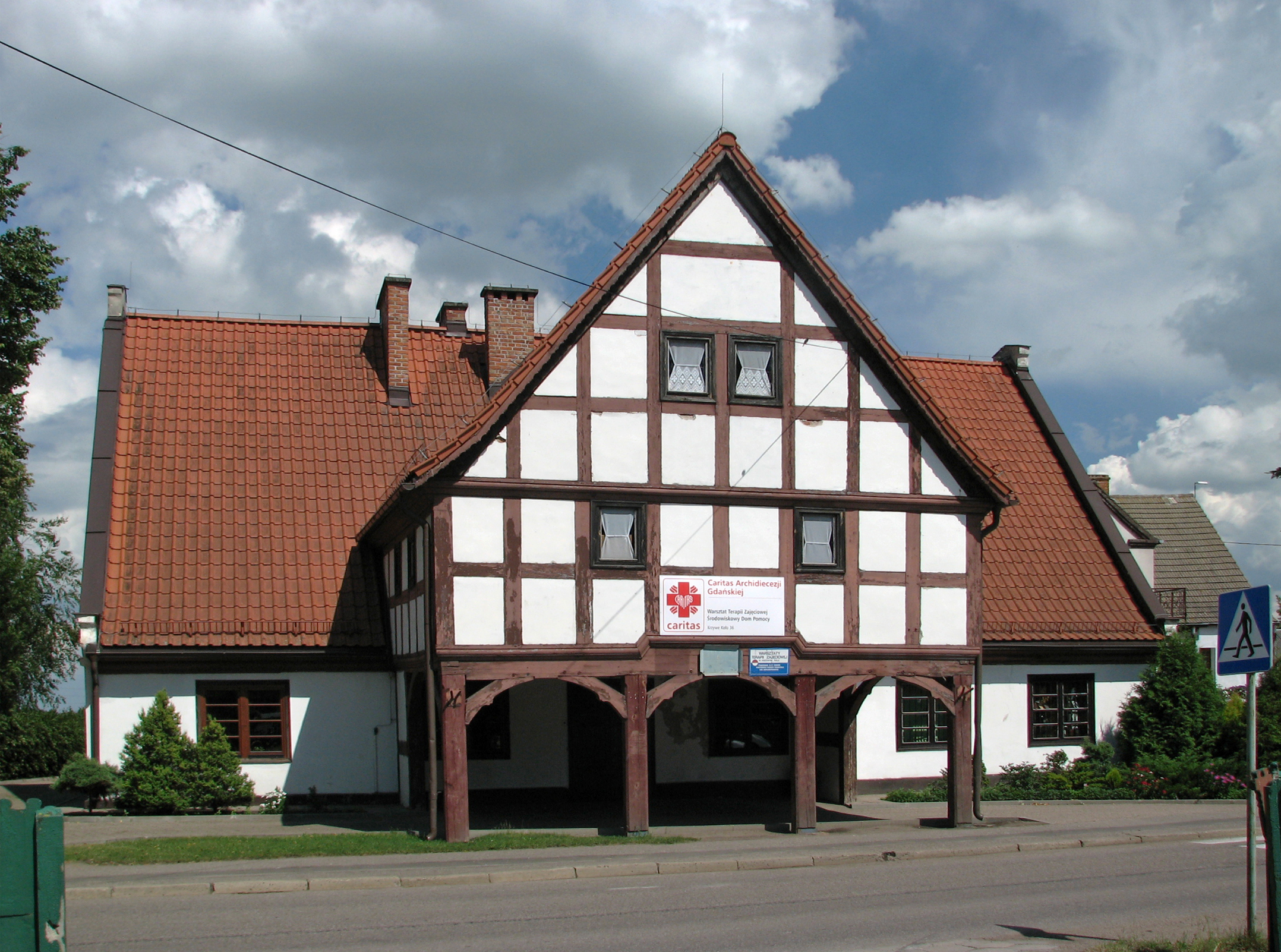
Krzywe Kolo